# Шерегељеш
Шерегељеш (мађ. Seregélyes) је град у Мађарској. Шерегељеш се налази у оквиру жупаније Фејер.
Село је лако доступно друмом (главни пут 62, пут 6213, пут 6214, пут 6228) и железничком пругом (пруга Пустасаболч-Сзекешфехервар). Шерегељеш је познат по свом замку, који је био у власништву породице Зичи, која је такође некада поседовала суседно место Зичиујфалу. Земљопоседници Шерегељеша и Зичиујфалуа (дакле, та два насеља) били су уско повезани поседом и родбинским везама.
Данас велико село обухвата и неколико мањих насеља, од којих је највеће Селехеђ (раније познато као Јозан), где живи скоро четвртина становништва великог села.

## Географски положај
Јужно од Мезефелда, између Секешфехервара и језера Веленце, налази се Шерегељеш, где су „мочварна места која извиру из језера Веленце“ укроћена у Рону. Суседна насеља су Дињеш, Зичиујфалу, Сабадеђхаза, Шарошд, Аба, Тац и Секешфехервар.
До Шерегељеша се стиже друмом из Секешфехервара и Дунаујвароша са аутопутем 62, који је некада пролазио кроз његов центар, али од августа 2015. пролази крај насељених делова насеља. До Шерегељеша се може доћи и споредним путевима, из Дињеша на путу 6213, из Шарошда са путем 6228 и земљаним путем (пут бр. 6214) из Белшебаранда.
До Шерегељеша се такође може доћи возом на железничкој линији Пустасзаболч-Сзекешфехервар, којом управљају модерне локомотиве типа Сименс Десиро. Линија овде има два стајалишта: стајалиште Шерегељеш, које се налази у северном делу насеља, а доступно је путем са пута 62 313, који се одваја од пута 6213 и стајалиште Шерегељеш-Селехеђи, на периферији истоименог насеља.

### Делови насеља
- Селехеђи се налази отприлике 2,5 до 3 километра источно од Шерегељеша. Налази се отприлике 3,5 километара од Зичиујфалуа, али се одатле може доћи само земљаним путем.
- Алгваритања се налази на 2 километра од центра, поред пута 6228 између Дунафелдвара и Шерегељеша.[3] Према подацима из 2011. године, има 2 становника.
- Амбруштања је ненасељено предграђе, које се налази два километра од центра Шерегељеша.[4]
- Елзамајор, које је до Другог светског рата било независно насеље под називом Шеречењи. Налази се 5 километара северно од Шерегељеша и 3 километра јужно од Дињеша, дуж пута 6213. Према подацима из 2011. године, у њему је живело 109 становника, а била је 31 кућа.[5][6] Локална аутобуска линија повезује га са Шерегељешом.[7][8] Шумска школа или Пеликан-хаз налази се овде, на ивици Дињешии-фертоа.[9] Због своје близине узгајалишту, Шумска школа Пеликан-хаз пружа одличне могућности за посматрање птица и прстеновање птица.[10]
- Јаношмајор се налази 3,5 километара северозападно од центра Шерегељеша, поред аутопута 62. Према подацима из 2011. године у њему је живело 49 становника, а било је 15 кућа.[11] У Јаношмајору се налазе просторије следећих компанија: „Серво 65 Кфт”,[12] „Еуровинд Ккт”,[13] „Агрофри Кфт”,[14][15] „Итавил Кфт.”[16]
- Месароштања се налази на 5 километара од Шерегељеша. 2011. године насеље је имало једну кућу са 2 становника.[17]
- Виндичтања се налази 2,5 километара од центра Шерегељеша у правцу севера. Према подацима из 2011. године, у Виндичтањи је живело 2 становника, а била је само једна кућа.[3]  Крај Виндичтање пролази магистрални пут 62.

## Историја
Северозападно предворје Шерегељеша је било насељено већ у периоду средњег неолита. Такође је било насељено у праисторијским периодима после неолита и делимично је функционисало као гробље.
Усред винограда Рац-волги, археолози су откопали средњонеолитске куће и њихове јаме, а поред њих је било гробље урни из касног бронзаног доба.
У јужној граници села откривена је велика вила. Насеобина из млађег гвозденог доба и старих Римљана налазила су се у пределима близу водотока и у дубљим пределима. Претпоставља се да је то било место сахрањивања у времесредњег и касног аварског периода јужно од Шерегељеш.
У време појаве Мађарске државе, то је првобитно било краљевско имање, где су живели људи из дворца Фехервар и краљевски коњаници. Шерегељеш се помиње у списима први пут 1258. године, када су претходници грофова Еунорди од Солгађера, наиме Смарагд, проректор Секешфехервара, краљевски канцелар и његова млађа браћа, грофови Вилмош и Егид, основали су манастир Жамбек, а Вилмош је, између осталог, поклонио половину земље и пашњака званих Саг и Шерегељеш. Јужно од Шерегељеша, можда је постојало насеље из ере Арпад између 11. и 14. века. Краљ Бела IV га је основао на данашњем месту 1258. године. Од 1345. до краја 17. века село је имало више власника. У доба турског потчињења био је међу поседима кожара Хусеина бин Абдулаха.
Већ 1696. године се помиње као посед Пала Зичија. Сеоска црква подигнута је 1735. године, а обновљена 1792. године. Породица Зичи је 1821. године изградила замак у класицистичком стилу који се налазио у сеоском парку. Зграду је вероватно пројектовао Михаљ Полак, а фреске у великој сали осликао је Ференц Пич. Током револуције 1848-49 и рата за независност, Шерегељеш је служио као полигон.
До Другог светског рата село је живело мирном свакодневицом, али је понело свој део ратних мука. Било је то бојно поље од 8. децембра 1944. до 23. марта 1945. и седам пута је „променило руке”. Најтеже борбе биле су за време последњег великог отпора Немаца у Мађарској. После рата и обнове, Шерегељеш је такође почео да се развија. Ово време се може повезати са развојем пољопривредне производње, делом са индустријализацијом Секешфехервара. Ово последње углавном још увек заузима радно добну групу села. Поред тога, многи људи у селу се баве пољопривредом, било на свом мелиорисаном земљишту или у већим привредним целинама. Дана 1. августа 2015. године догодила се примопредаја деоница аутопута број 62 која заобилази Шерегељеш.

### Градоначелници
- 1990–1994: Ференц Волеин (независтан)[20]
- 1994–1998: Бела Паудиц (независтан)[21]
- 1998–2002: Бела Паудиц (независтан)[22]
- 2002–2006: Иђтван Цетењи (независтан)[23]
- 2006–2010: Бела Паудиц (независтан)[24]
- 2010–2014: Шандор Хорват (независтан)[25]
- 2014–2019: Шандор Хорват (независтан)[26]
- 2019-данас: Шандор Хорват (Партија мађарских предузетника и послодаваца)[27]

## Демографија
Током пописа из 2011. године, 89,2% становника се изјаснило као Мађари, 0,2% као Роми, 0,8% као Немци и 0,3% као Румуни (10,7% се није изјаснило; због двојног идентитета, укупан број већи може бити на 100 %). 
Верска дистрибуција је била следећа: римокатолици 35%, реформисани 18,2%, лутерани 0,4%, гркокатолици 0,3%, неденоминациони 20,3% (25,2% се није изјаснило).